# Strada di classe GP
La strada di classe GP è una classe di strade istituita in Polonia e formalizzata nel Dziennik Ustaw numero 43 posizione 430 del 2 marzo 1999. Le strade di categoria GP possono essere statali oppure voivodatali.
| Velocità progettata [km/h]                                                                    | Velocità progettata [km/h]                                                                    | Velocità progettata [km/h]                                                                    | 60   | 70   | 80   | 100  |
| Larghezza minima della strada fra le linee di demarcazione [m]                                | 1 carreggiata                                                                                 | 2 corsie                                                                                      | 30   | 30   | -    | -    |
| Larghezza minima della strada fra le linee di demarcazione [m]                                | 2 carreggiate                                                                                 | 4 corsie                                                                                      | 40   | 40   | -    | -    |
| Larghezza minima della strada fra le linee di demarcazione [m]                                | 2 carreggiate                                                                                 | 6 corsie                                                                                      | 50   | 50   | -    | -    |
| Larghezza minima della strada fra le linee di demarcazione al di fuori dei centri abitati [m] | 1 carreggiata                                                                                 | 2 corsie                                                                                      | 25   | 25   | 25   | 25   |
| Larghezza minima della strada fra le linee di demarcazione al di fuori dei centri abitati [m] | 2 carreggiate                                                                                 | 4 corsie                                                                                      | 35   | 35   | 35   | 35   |
| Larghezza minima della strada fra le linee di demarcazione al di fuori dei centri abitati [m] | 2 carreggiate                                                                                 | 6 corsie                                                                                      | 45   | 45   | 45   | 45   |
| Larghezza delle corsia [m]                                                                    | nel centro abitato                                                                            | nel centro abitato                                                                            | 3,5  | 3,5  | -    | -    |
| Larghezza delle corsia [m]                                                                    | al di fuori dei centri abitati                                                                | al di fuori dei centri abitati                                                                | 3,5  | 3,5  | 3,5  | 3,5  |
| Distanza minima fra gli incroci [m]                                                           | nel centro abitato                                                                            | nel centro abitato                                                                            | 1000 | 1000 | -    | -    |
| Distanza minima fra gli incroci [m]                                                           | al di fuori dei centri abitati                                                                | al di fuori dei centri abitati                                                                | 2000 | 2000 | 2000 | 2000 |
| Lunghezza massima del tratto rettilineo [m]                                                   | Lunghezza massima del tratto rettilineo [m]                                                   | Lunghezza massima del tratto rettilineo [m]                                                   | 1000 | 1200 | 1500 | 2000 |
| Lunghezza minima del tratto rettilineo tra i tratti curvi con i sensi di ritorno coerenti [m] | Lunghezza minima del tratto rettilineo tra i tratti curvi con i sensi di ritorno coerenti [m] | Lunghezza minima del tratto rettilineo tra i tratti curvi con i sensi di ritorno coerenti [m] | 250  | 300  | 350  | 400  |
| Larghezza del ciglio della strada sterrato [m]                                                | Larghezza del ciglio della strada sterrato [m]                                                | Larghezza del ciglio della strada sterrato [m]                                                | 1,5  | 1,5  | 1,5  | 1,5  |
| Larghezza del ciglio della strada asfaltato [m]                                               | Larghezza del ciglio della strada asfaltato [m]                                               | Larghezza del ciglio della strada asfaltato [m]                                               | 2,0  | 2,0  | 2,0  | 2,0  |
| Distanza minima fra il marciapiede ed il bordo della strada [m]                               | Distanza minima fra il marciapiede ed il bordo della strada [m]                               | Distanza minima fra il marciapiede ed il bordo della strada [m]                               | 5,0  | 5,0  | 5,0  | 5,0  |
| Altezza minima della sagoma limite [m]                                                        | Altezza minima della sagoma limite [m]                                                        | Altezza minima della sagoma limite [m]                                                        | 4,7  | 4,7  | 4,7  | 4,7  |